# Победоносцев, Сергей Петрович
Сергей Петрович  Победоносцев (1816—1850) — русский писатель

 и переводчик более известный под псевдонимом «Сергей Непомнящий»; брат Варвары и Константина Победоносцевых.

## Биография
Сергей Победоносцев родился 8 ноября 1816 года в городе Москве в семье статского советника Петра Васильевича Победоносцева. Образование получил в Первом кадетском корпусе, откуда был выпущен на службу в саперные батальоны в Царство Польское. 
В 1842 году он вышел в отставку и покинул Царство Польское, перейдя на службу в гражданское ведомство чиновником особых поручений к Казанскому генерал-губернатору генерал-адъютанту Сергей Павловичу Шипову, при котором состоял в Варшаве и за которым последовал в Казань. Здесь Сергей Петрович пробыл всего несколько лет и перешёл в Санкт-Петербург, причислившись в 1844 году к Министерству государственных имуществ Российской империи с чином коллежского секретаря. 
Сергей Петрович Победоносцев скончался в 1850 году в родном городе уже будучи в отставке.

### Творчество
Ещё находясь на службе в Царстве Польском и хорошо изучив польский язык и польскую литературу Победоносцев стал сотрудничать в русских и польских изданиях, помещая в русских журналах переводы с польского, в польских же печатая переводы русских писателей. Так, например, им было переведено на польский язык и напечатано в польском издании несколько глав из романа И. И. Лажечникова «Басурман», с автором которого он и отец его были в самых близких, дружеских отношениях.
Покинув Царство Польское, Победоносцев стал сотрудничать только в русских журналах, преимущественно в «Библиотеке для чтения» под редакцией О. И. Сенковского. Здесь он напечатал много мелких критических и литературных статей, иногда совсем их не подписывая, преимущественно же выступая под псевдонимом «Сергей Непомнящий»; здесь же напечатан и исторический рассказ его «Бабеттины альбомы» (1842 год, № 10), который в свое время был замечен критиками и имел успех у публики. 
Перейдя в «Отечественные записки», которые издавал в то время А. А. Краевский, Победоносцев большую часть своих литературных трудов напечатал здесь; не говоря уже о массе мелких статей. В «Отечественных записках» были напечатаны: «Из записок неизвестного» под псевдонимом Сергей Нейтральный (1843 год, книга 12), две повести: «Милочка» (1845, кн. 6) и «Няня» (1845, кн. 11); «Походная барышня» (1846, кн. 11), письма его из-за границы, «Путевые записки русского по Европе» (1848, кн. 5) и другие произведения. 
С. П. Победоносцев работал также в «Северном вестнике» (под редакцией Дершау), где напечатан его перевод известной польской поэмы Мальчесского «Мария»; в Погодинском «Москвитянине», где его статья «Николай Николаевич Коперник» (голос за правду) (1843 г., ч. V, стр. 108—134), написанная по поводу «Коперника» — Д. М. Перевощикова, возбудила сильную полемику, в которой принял участие А. И. Герцен. Кроме того, в «Русском Вестнике» (1842 год, кн. 5 и 6) ему принадлежит статья «Казимир Владислав Войницкий» и в «Репертуаре Русского театра» (1843 г., кн. 5) — статья «Польский театр», исторический взгляд на театры в Польше со времени основания их.